# Flavono-elagitanin
Flavono-elagitannini ili kompleksni tanini su klasa tanina koji su kompleksi elagitanina i flavonoida. Flavono-elagitanini su prisutni u Quercus mongolica var. grosseserrata.

## Primeri
- Akutisimin A
- Akutisimin B
- Epikutisimin A
- Mongolikain
- Mongolicin A
- Mongolicin B